# Malemiddel
Et malemiddel er et materiale der tilsættes til maling for at tilføje nye egenskaber, gøre malingen lettere at påføre eller bearbejde. Malemidler kan være simple væsker som vand og komplicerede sammensætninger af forskellige stoffer.
Malemidler kan have flere funktioner.
- Fortynding, der kan være identisk med malingens bindemiddel for eksempel linolie i oliemaleri eller være et opløsningsmiddel for eksempel Terpentin til oliemaleri eller vand til akvarelmaling.
- Tørring: Middel der fremmer tørringen. Ofte kaldet siccativ. For eksempel kobolt eller courtrai til oliemaling.

Som eksempel på et komplekst malemiddel udviklede Peter Paul Rubens til olielasurer et malemiddel, der bestod af sort olie, mastiks og terpentin. Ud over at have fine egenskaber som lasur besad væsken den fysiske egenskab der kaldes tixotropisk, og som gør at en væske skifter konsistens ved mekanisk påvirkning. Når penslen gled gennem malingen var den helt flydende, for derefter at stivne i en geleret form. Hvert penselstrøg kunne således blive stående helt skarpt i et tykt lag uden at begynde at flyde.
I mange malinger benyttes pibeler (kaolin)til at opnå den tixotropiske egenskab, da dette mineral netop har den egenskab at det binder vand i stilstand, men "smider" det igen hvis der manipuleres i væsken.